# Long- und Short-Position
Long- und Short-Position ist im Finanzwesen ein Fachbegriff für die Risikoposition eines Käufers oder Verkäufers. 

## Allgemein
Spekuliert jemand auf steigenden Kurs (französisch hausse), betreibt er englisch long selling. Mit „long“ wird jede Position bezeichnet, bei welcher der Inhaber eines Finanzinstrumentes von einer Wertsteigerung profitiert.
Spekuliert jemand auf fallenden Kurs (französisch baisse) betreibt er englisch short selling.  Mit „short“ wird jede Position bezeichnet, bei welcher der Inhaber eines Finanzinstrumentes von einer Wertminderung profitiert.
Es handelt sich um Fachsprache von Händlern, also Käufern, Verkäufern oder Haltern von Finanzkontrakten.
Diese wollen mit dem jeweiligen Kauf oder Verkauf eine bestimmte Position (Exposure) eingehen oder halten. Gehandelt werden etwa Commodities, Derivate, Devisen, Edelmetalle oder Effekten. Die Händler werden auch als Arbitrageure, Börsenhändler, Effektenhändler, Market-Maker, Skontroführer, Spekulanten oder Trader bezeichnet.

## Long-Position
Long-Positionen werden durch den Kauf von Finanzkontrakten eingegangen. Es handelt sich um Pluspositionen, bei denen die Forderungen (etwa ein bestimmter Fremdwährungskredit aus Sicht des Kreditgebers) die Verbindlichkeiten in derselben Währung (Fremdwährungsschulden) übersteigen, um den Kauf eines Finanzinstruments am Kassamarkt oder um den Kauf von Futures, Optionen oder Swaps.
Entsprechend ist der Long-Hedge ein Sicherungsgeschäft gegen steigende Kurse (etwa der Kauf von Aktienindex-Futures gegen steigende Aktienkurse oder von Zinsfutures gegen steigende Rentenkurse).

## Short-Position
Short-Positionen werden durch den Verkauf von Finanzkontrakten eingegangen. Es handelt sich um Minuspositionen, bei denen die Verbindlichkeiten die Forderungen in derselben Währung übersteigen, um den Leerverkauf eines Finanzinstruments am Kassamarkt oder um den Verkauf von Futures, Optionen oder Swaps.
Der Short-Put ist die Position eines Stillhalters in Geld, short-call die eines Stillhalters in Handelsobjekten. Der Optionsverkäufer (Stillhalter) ist beim Put mit der Option short, mit dem Basiswert aber long. Dies zeigt, dass bei der Charakterisierung mit „Long“ oder „Short“ auch unterschieden werden muss, ob sich die Bezeichnung auf das Derivat oder auf den Basiswert bezieht. So ist die Position eines Stillhalters einer Verkaufsoption auf eine Aktie
- allgemein eine „Short Option“, weil der Stillhalter Geld gewinnt, wenn die Option an Wert verliert,
- „Short Volatilität“, weil die Option an Wert verliert und damit der Stillhalter Geld gewinnt, wenn der Wert der für Optionen preisbestimmenden impliziten Volatilität zurückgeht, und
- „Long Aktie“, weil die Option an Wert verliert und damit der Stillhalter Geld gewinnt, wenn der Wert der zugrundeliegenden Aktie steigt.

Dabei werden die preisbestimmenden Parameter unter sonst gleichen Bedingungen (ceteris paribus) betrachtet.

## Finanzrisiko
Long- und Short-Positionen sind offene Positionen (Plus- oder Minuspositionen), die Finanzrisiken beinhalten, welchen durch Glattstellung begegnet werden könnte. Meistens ist eine Glattstellung jedoch nicht erwünscht, weil bewusst das Risiko einer offenen Position eingegangen werden soll. Offene Positionen sind alle aktivischen (passivischen) Risikopositionen, denen keine ebenso hohe und kongruente passivische (aktivische) Position gegenübersteht. Eine offene Position liegt auch dann vor, wenn künftigen Auszahlungen (Einzahlungen) nicht zeitgleich Einzahlungen (Auszahlungen) gegenüberstehen (Liquiditätsrisiko).
Eine offene aktivische Position heißt auch „Long“- oder „Plusposition“, eine offene passivische wird in der Fachsprache entsprechend als „Short“- oder „Minusposition“ bezeichnet. Ein Kreditinstitut, das in seinem gesamten Devisenbestand 120 % „Long“ und 50 % „Short“-Positionen aufweist, besitzt eine Netto-Exposure von 70 %. Die Netto-Exposure ist ein Risikomaß für das im Portfolio vorhandene Marktrisiko:
{\displaystyle {\text{Marktrisiko des Netto-Exposure}}={\frac {{\text{Long-Positionen}}-{\text{Short-Positionen}}}{\text{Eigenmittel}}}\cdot 100\,\%}
Bei Kreditinstituten brauchen lediglich die Netto-Exposures mit Eigenmitteln unterlegt zu werden (Art. 204 Abs. 1 CRR). Sind alle Positionen glattgestellt, fällt mithin keine Eigenmittelunterlegung an. Als Brutto-Exposure (englisch gross-exposure) bezeichnet man die Addition von „Long“- und „Short“-Positionen, um die Summe aller offenen Positionen erkennen zu können. Der obige Devisenbestand weist mithin eine Brutto-Exposure von 170 % auf.

## Sonstiges
In einem erweiterten Sinn werden „Long und Short“ analog für eine Positionsnahme in beliebigen Marktparametern verwendet. So bezeichnet man die Position eines Inhabers einer Unternehmensanleihe in diesem Jargon als „short den Credit Spread“, weil die Unternehmensanleihe bei einer Ausweitung (Vergrößerung) des Credit Spreads an Wert verliert.